# EVOLUTION JAPAN
EVOLUTION JAPAN株式会社（エボリューション ジャパン、英: EVOLUTION JAPAN Co., Ltd.）は、マイケルラーチによって創設されたEVOLUTION FINANCIAL GROUP傘下の商品先物取引受託業務及び金融商品仲介業務を行う日本の企業。本社は東京都千代田区。代表取締役はジョン・フー（会長 兼 社長）。

## 概要
旧社名はエース交易株式会社（エースこうえき、英: ACE KOEKI Co., Ltd.）。2013年（平成25年）12月3日を以って現社名へ商号変更した。
経済産業省、農林水産省許可の下、商品先物取引の受託業務、オンライントレードの提供、国内外における政治・経済・商品情報の収集、分析及び提供を行っている。
2013年11月14日より、関連会社である「EVOLUTION JAPAN証券（旧・アルバース証券）」を所属金融商品取引業者として、金融商品仲介業に参入した。
豊商事株式会社への事業承継のため、2017年10月30日をもって金融商品仲介業を廃業。

## 沿革
前身の旧「エース交易」については「エース交易#沿革」を参照
- 2013年（平成25年）
  - ケイマン諸島籍のファンドであるタイガー・トラスト傘下のエース・インベストメント・インクが完全子会社化を目指し、株式公開買付けを実施。3月28日時点で86.48%の株式を取得。6月12日にいわゆる二段階買収で完全子会社化し、それに先立ち上場廃止となった[4][5][6]。また同月、金融商品取引業（第一種・第二種）を廃止[7]。
  - 11月 - 関東財務局より金融商品仲介業の登録を受ける。
  - 12月3日 - EVOLUTION JAPAN株式会社に商号を変更、同様に関連会社も改称。関連会社「EVOLUTION総研株式会社」の業務開始。
- 2014年（平成26年）- 関連会社・キャピタルリアルティー株式会社（現・新・紀尾井町管財株式会社）業務開始
- 2015年（平成27年）
  - 3月 - 本社を東京都千代田区紀尾井町4番1号へ移転
  - 9月 -「EVOデポジット・ゴールド」の取引開始
- 2016年（平成28年）2月 -「EVOデポジット・プラチナ」の取扱開始
- 2017年（平成29年）
  - 9月6日 - 商品先物取引事業を豊商事株式会社に事業承継することを発表、
  - 9月13日 -「EVOデポジットシリーズ」の募集を終了。
  - 10月20日 - 地金・コイン・倉荷証券の取扱いを終了。
  - 10月30日 - 金融商品仲介業を廃業。

## 事業所
（2018年1月現在）
- 本社 - 東京都千代田区紀尾井町4番1号　ニューオータニガーデンコート12F

## 関連会社
- EVOLUTION JAPAN証券（旧・アルバース証券）
- EVOLUTION JAPANアセットマネジメント（旧・ビバーチェ・キャピタル・マネジメント）
- 新・紀尾井町管財
- EVOLUTION総研
- EVOLUTION CAPITAL MANAGEMENT（エボリューション・キャピタル・マネジメント）
- TORA TRADING SERVICES
- eワラント証券

## 会員団体
- 日本商品先物取引協会
- 日本商品先物振興協会

## 加入取引所
- 東京商品取引所
- 大阪堂島商品取引所

## EVOLUTION JAPAN証券
EVOLUTION JAPAN証券（EVOLUTION JAPAN SECURITIES CO.,LTD.）は、東京都渋谷区に本社を置く日本の証券会社。EVOLUTION JAPANの子会社。関東財務局長（金商）第20号。

### 公開買付代理人の実績
- 2005年
  - 1月 - 全国保証株式会社による、株式会社イッコー株式の公開買付け[10]
  - 8月 - 株式会社ジー・コミュニケーションによる、平禄株式会社株式の公開買付け[11]
- 2006年
  - 5月 - 100年ファンド投資事業有限責任組合（無限責任組合員：株式会社船井財産コンサルタンツ）による株式会社うかい普通株式の公開買付け[12]
  - 10月 - 株式会社ジー・テイストによる株式会社江戸沢普通株式およびA種後配株式の公開買付け[13]
- 2007年6月 - 株式会社ジー・コミュニケーションによる株式会社焼肉屋さかい普通株式の公開買付け[14]
- 2009年9月 -
  - フリージアトレーディング株式会社（非上場）による技研興業株式会社普通株式の公開買付け[15]
  - 大塚隆一（日本ラッド株式会社取締役）による日本ラッド株式会社普通株式の公開買付け[16]

### 主幹事の実績
- わかば総研（GS 2192） - 2011年1月13日取扱会員の指定、2011年10月21日指定取消。
- 武井工業所（フェニックス 5286） - 2013年6月19日～
- インフォース（GS 3144） - 2013年8月26日～
- ジパング（フェニックス 2684） - 2013年9月11日～
- NEXUS（GS 3748） - 2013年11月1日～